# Atropia
Atropia ist ein US-amerikanischer Spielfilm von Hailey Gates aus dem Jahr 2025. Die Satire handelt von einem militärischen Rollenspiel, bei dem eine Komparsin unerwartet echte Gefühle für einen Mitspieler entwickelt. Sie basiert auf Gates’ Kurzfilm Shako Mako (2019). Die Hauptrollen übernahmen Alia Shawkat und Callum Turner. Die Weltpremiere fand Ende Januar 2025 im Rahmen des Sundance Film Festivals statt. Dort wurde das Werk trotz gemischter Kritik mit dem Hauptpreis ausgezeichnet.

## Handlung
Auf einer US-amerikanischen Militärbasis in der Nähe von Los Angeles wurde mit Atropia eine riesige Kulisse geschaffen, die einem irakischen Kriegsschauplatz nachempfunden ist. Mit Hilfe von authentisch wirkenden Rollenspielen sollen Soldaten dort auf ihre gefährlichen Einsätze im Ausland vorbereitet werden. Für Atropia als Komparsin angestellt ist die aufstrebende Schauspielerin Fayruz, die auf einen Karriereschub hofft. Als sie sich bei einem militärischen Rollenspiel in einen Soldaten verliebt, der als Aufständischer besetzt ist, bringt sie die Simulation an den Rande des Abbruchs. Die Komparsin kann ihre wahren Gefühle für den attraktiven Mitspieler kaum verbergen.

## Hintergrund

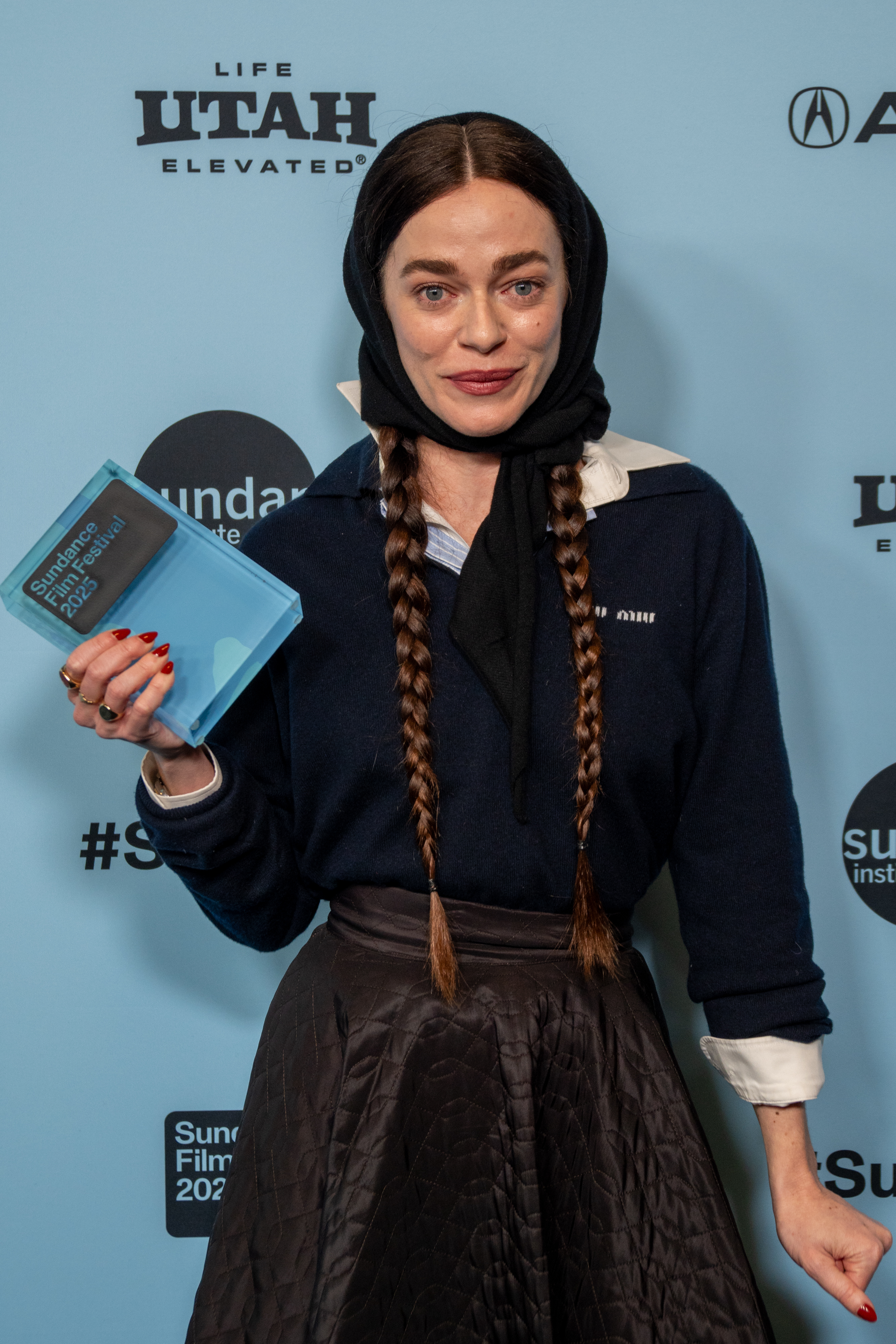
Hailey Gates mit der gewonnenen Preistrophäe beim Sundance Film Festival 2025

Atropia ist das Spielfilmdebüt der New Yorker Kurzfilmregisseurin und Journalistin Hailey Gates. An der Produktion war unter anderem der italienische Filmemacher Luca Guadagnino beteiligt. Die Geschichte entwickelte Gates aus ihrer 17-minütigen Regiearbeit Shako Mako (2019) heraus, in der sie bereits zuvor Alia Shawkat mit der Hauptrolle einer Komparsin bei militärischen Rollenspielen betraut hatte.

## Veröffentlichung und Rezeption
Atropia wurde am 25. Januar 2025 beim 41. Sundance Film Festival uraufgeführt. Dort war das Werk in den Hauptwettbewerb für US-amerikanische Spielfilme (englisch: „U.S. Dramatic Competition“) eingeladen worden.
Von den auf der Website Rotten Tomatoes aufgeführten 16 Kritiken sind lediglich 38 Prozent positiv bei einer durchschnittlichen Bewertung mit 5,7 von 10 möglichen Punkten. Ein ähnliches Bild hinsichtlich der Bewertung ergibt sich auf der Website Metacritic. Dort erhielt Gates’ Regiearbeit 46 von 100 möglichen Punkten, basierend auf sechs ausgewerteten englischsprachigen Kritiken. Dies entspricht gemischten oder durchschnittlichen („Mixed or Average“) Rezensionen.

## Auszeichnungen
Atropia wurde beim Sundance Film Festival 2025 mit dem Hauptpreis für den besten US-amerikanischen Spielfilm geehrt.